# Мюроль (сир)
Мюроль (фр. Murol), Гран Мюроль (фр. Le Grand Murols) — французький сир з коров'ячого молока, що має оригінальну форму у вигляді кола з отвором в центрі.

## Історія
Сир відомий з початку XX століття. За легендою, сорт виник, коли кюре містечка Мюроль в Оверні вирішив зробити отвори в сирах сорту Сен-Нектер, щоб прискорити їх дозрівання. Потім кюре продав свою ідею якомусь Жаку Беріу (фр. Jacques Bérioux), який налагодив більш широке виробництво мюроля і чиє ім'я досі іноді входить у назву сиру (фр. Murol du Grand Bérioux).

## Виготовлення
Мюроль виготовляється з пастеризованого молока шляхом пресування згустку без нагрівання. Виробляється цілий рік. Сири визрівають у вологому погребі протягом місяця, скоринка періодично обмивається. Головка сиру має діаметр 15 см, товщину 3,5 см і отвір діаметром близько 4 см.
Частину сиру, яку отримують при формуванні отвори, також використовують. Циліндрик діаметром 4 см, висотою 3,5 см і вагою 50 грамів покривають червоним парафіном і продають під назвою мюроле (фр. Murolait), тобто «маленький мюроль».

## Характеристики

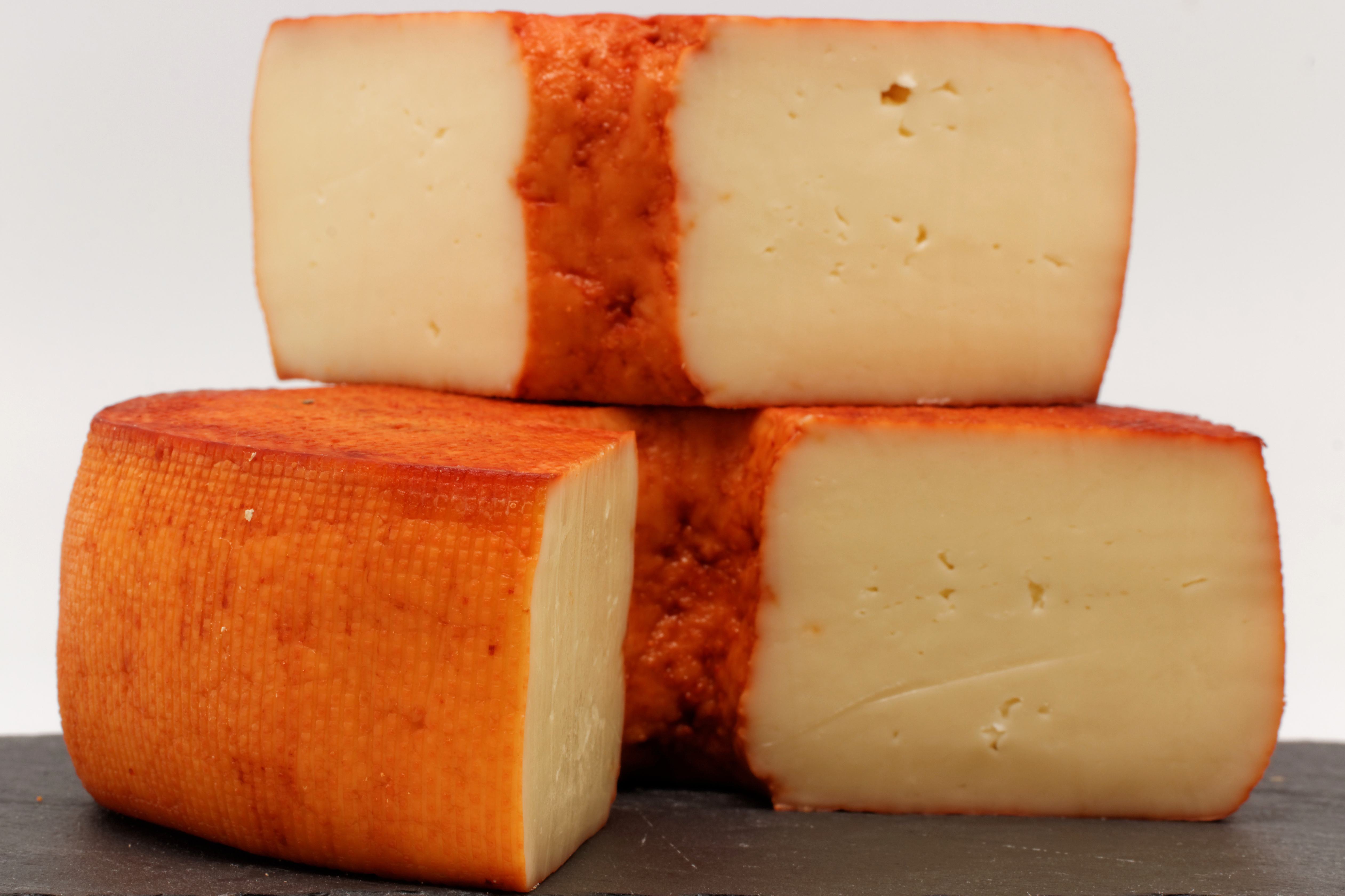

Зрілий сир має щільне, пружне сирне тісто жовтого кольору. Скоринка оранжевого кольору з помітними слідами тканини, в яку сирні головки загортають при дозріванні. Сир відрізняється м'яким запахом і смаком.